# 永同站
永同站（：／ Yeongdong yeok */?）是京釜線沿線的一座鐵路車站，位于韓國忠清北道永同郡永同邑稽山里，有ITX-新村及無窮花號列車停靠。

## 車站結構
站體為2面4線的雙島式月台，月台與站舍以地下通道連結。

### 月台配置
| ↑ 覺溪          |
| １２ \| ３４ \| |
| 黃澗 ↓          |

| 月台 | 路線   | 方向 | 目的地                                   |
| ---- | ------ | ---- | ---------------------------------------- |
| 1、2 | 京釜線 | 上行 | 天安、平澤、水原、安養、永登浦、首爾方向 |
| 3、4 | 京釜線 | 下行 | 東大邱、龜浦、密陽、龜尾、馬山、釜山方向 |

## 历史
- 1905年1月1日 - 落成使用。
- 1999年6月4日 - 新站舍竣工。

## 车站周边
- 永同郡厅
- 永同公設運動場
- 龍頭公園
- 永同高等学校
- 永同产业科学高等学校

## 相鄰車站
韓國鐵道公社
京釜線
覺溪－永同－黃澗